# Herb Chiesanuova

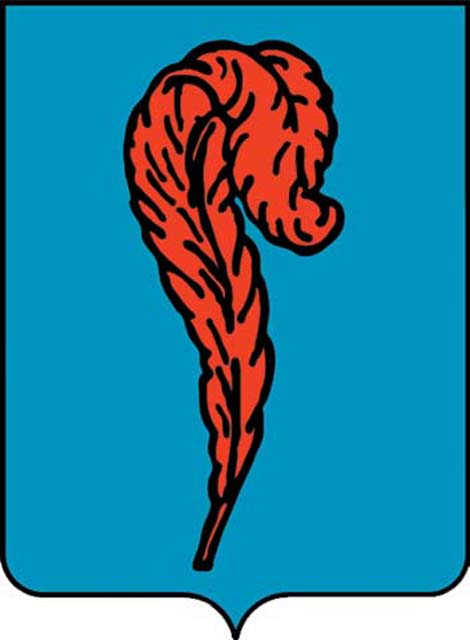
Herb Chiesanuova

Herb grodu Chiesanuova (Castello di Chiesanuova) - przedstawia na tarczy kroju francuskiego w polu błękitnym czerwone ptasie pióro w słup.
Herb w obecnej wersji przyjęty został (łącznie z flagą) 28 marca 1997 roku.
Poprzednia wersja herbu z 1944 roku przedstawiała w polu srebrnym złote ptasie pióro.

Herb nawiązuje do dawnej nazwy grodu "Penna Rosa" (Czerwone Pióro).

www.sanmarinosite.com/stemma